# Jorge Koochoi Sarmiento
Jorge Koochoi Sarmiento (Lima, Perú, 2 de noviembre de 1900 - ib. 20 de febrero de 1957) fue un futbolista peruano que destacó como delantero. Es uno de los máximos ídolos de la historia del Club Alianza Lima, además de  obtener ocho títulos durante su paso por la Primera División del Perú: siete de ellos con Alianza Lima, logrados en tres décadas distintas (1916 con Sport José Gálvez; y con Alianza, 1918, 1919, 1927, 1928, 1931, 1932 y 1933).
Junto con Alejandro Villanueva, Juan Valdivieso, José María Lavalle, Alberto Montellanos, Demetrio Neyra, entre otros, conformaron, entre los años 1927 y 1937, uno de los mejores equipos históricos de Alianza Lima que luego fue llamado "Rodillo Negro" (él fue jugador de Alianza hasta 1934). Dicho equipo marcó toda una época, pues en tan solo 10 años consiguieron 5 títulos y 4 subtítulos de primera división (en 1929 no participaron en el torneo), al mismo tiempo marcaron récords insuperables (hasta el día de hoy) como mantenerse invictos en partidos oficiales durante tres años y medio, conseguir 26 victorias de forma consecutiva y tener una producción goleadora de 4.8 goles por partido en todo un año (1931). Adicionalmente realizaron excelentes campañas a nivel internacional venciendo a diversos equipos extranjeros dentro de Lima o en distintas giras por Centro-Norteamérica y Chile.
Puntero izquierdo del equipo. Durante los años veinte fue considerado el mejor en ese puesto. Era diestro, pero podía manejar muy bien ambas piernas, siendo sus remates precisos y matemáticos desde todos los ángulos. Koochoi era de gruesa contextura, reposado, sabía eludir faltas y provocaciones de los adversarios. Poseedor de un potente disparo, muchas veces hizo ganar a Alianza Lima con sus goles.
Fue protagonista habitual de caricaturas, bromas y apodos debido a su ascendencia china, lo cual lo hizo sumamente querido por la afición, que solía llamarlo por su apellido materno (Sarmiento), en creencia de que "Koochoi" era un apodo. Fallecería relativamente joven, a los 56 años de edad, víctima de una negligencia médica.

## Biografía
Nació en la limeña calle Puno. Era vástago de un adinerado panadero chino del Lechugal y de Gregoria Sarmiento, dama ancashina. Su padre murió cuando apenas tenía dos años. Koochoi realizó sus estudios en el Colegio Guadalupe. Vivía en La Victoria, en la cuadra doce de la avenida 28 de Julio. Se inició en el Sport José Gálvez y en 1918 pasó al Sport Alianza(antiguo nombre de Alianza Lima), donde dejaría huella. Formó parte del cuadro más ganador en la historia del club, aquel equipo de oro de los años treinta apodado “El Rodillo Negro”, donde ganaría muchos títulos. Luego de retirarse, jugó un par de años en la segunda división y también fue entrenador. Además, luego de vender la pastelería de su padre, trabajó de chofer. En compañía de tres amigos del gremio, fundó la Estación nº 1, situada en el jirón Washington. Allí trabajó en su Plymouth verde hasta el final de sus días. Koochoi sufría cólicos del bazo. El miércoles 20 de febrero de 1957 fue a trabajar, sintió un dolor y se dirigió a un consultorio médico de urgencia; era alérgico a la Procaína, por lo que al ser inyectado con ésta, falleció de un ataque al corazón. Apenas tenía 56 años cumplidos.

## Trayectoria
Se inició en las divisiones menores del Sport José Gálvez y en 1916 es promovido al primer equipo, donde obtendría el título de ese año. En 1918, es llevado por Guillermo Rivero al Sport Alianza (que posteriormente cambiaría su nombre a Alianza Lima), donde empezaría a obtener sus primeros grandes logros, alzándose con el campeonato de ese año (el primero en toda la historia del club) y siendo bicampeón en 1919.
El de 1927 fue otro año importante en su carrera, pues fue convocado a la selección nacional para el Sudamericano que se realizó en Lima y también terminó como el máximo goleador en la famosa gira de Alianza Lima por Centroamérica y México, que quizá fue la segunda más importante de aquel equipo después de la realizada en Chile en 1935; además, logró también ser campeón en la liga peruana de esa temporada. Un año después obtuvo nuevamente un bicampeonato, tras ganarle en la final a la Federación Universitaria (nombre antiguo del Club Universitario de Deportes).
En 1929, a raíz de un enfrentamiento con la Federación Peruana de Fútbol, el club Alianza Lima fue separado del Campeonato Nacional que lideraba en forma invicta, hasta la octava fecha. Los aliancistas fueron suspendidos de toda competición oficial, por lo que adoptaron el sobrenombre de Los Íntimos de la Victoria, con el que jugaron partidos de exhibición en canchas de provincias, exhibiendo su fútbol y ganando muchos hinchas fuera de la ciudad de Lima.
En 1930 formaría parte del seleccionado peruano que jugó el Mundial de Uruguay en 1930. En 1931, ya solucionado el problema con la Federación, consiguió nuevamente el campeonato con Alianza, ganando todos los partidos del torneo. El título se repetiría en 1932, y 1933.
Entre 1935 y 1937 fue entrenador de Alianza Lima, siendo él el que dirigió al equipo en la legendaria gira a Chile de 1935, donde les darían el apelativo de “El Rodillo Negro”, pero paralelamente se mantuvo en actividad, pues jugó por dos temporadas en segunda por el Deportivo Municipal, equipo al que ayudó a ascender a la primera división con sus goles.
Con Alianza Lima, en total marcó 56 goles en 137 partidos, siendo el primer gran goleador en la historia del club.

## Clubes

### Como jugador
| Club                | País | Año         | PJ  | Goles |
| ------------------- | ---- | ----------- | --- | ----- |
| Sport José Gálvez   | Perú | 1916 - 1917 | ??  | ??    |
| Alianza Lima        | Perú | 1918 - 1934 | 137 | 59    |
| Deportivo Municipal | Perú | 1935 - 1936 | 11  | 3     |

### Como técnico
| Club         | País | Año         |
| ------------ | ---- | ----------- |
| Alianza Lima | Perú | 1935 - 1937 |

## Con la Selección Nacional

### Participaciones en Sudamericanos
| Campeonato                   | Sede | Resultado |
| ---------------------------- | ---- | --------- |
| Campeonato Sudamericano 1927 | Lima | Tercero   |

### Participaciones en Mundiales
| Mundial                        | Sede    | Resultado |
| ------------------------------ | ------- | --------- |
| Copa Mundial de Fútbol de 1930 | Uruguay | Décimo    |

## Palmarés

### Campeonatos nacionales
| Título                    | Club              | País | Año  |
| ------------------------- | ----------------- | ---- | ---- |
| Primera División del Perú | Sport José Gálvez | Perú | 1916 |
| Primera División del Perú | Alianza Lima      | Perú | 1918 |
| Primera División del Perú | Alianza Lima      | Perú | 1919 |
| Primera División del Perú | Alianza Lima      | Perú | 1927 |
| Primera División del Perú | Alianza Lima      | Perú | 1928 |
| Primera División del Perú | Alianza Lima      | Perú | 1931 |
| Primera División del Perú | Alianza Lima      | Perú | 1932 |
| Primera División del Perú | Alianza Lima      | Perú | 1933 |

### Torneos cortos
| Título                     | Club         | País | Año  |
| -------------------------- | ------------ | ---- | ---- |
| Torneo de Primeros Equipos | Alianza Lima | Perú | 1931 |
| Torneo de Primeros Equipos | Alianza Lima | Perú | 1932 |
| Torneo de Primeros Equipos | Alianza Lima | Perú | 1933 |